# Vaios Karagiannis
Vaios Karagiannis (en grec : Βάιος Καραγιάννης), né le 25 juin 1968, est un joueur de football grec.

## Carrière
Vaios commence sa carrière au Anagennisi Karditsa. Il y reste une saison où il ne jouera pas dans cette équipe en professionnel. En 1990, il s'engage avec l'AEK Athènes où il discute vingt-trois matchs lors de sa première saison. Il remporte son premier trophée après la saison 1991 avec la Pré-Coupe méditerranéenne.
Il remporte le Championnat de Grèce lors de la saison 1991-1992 et joue trente matchs, s'imposant ainsi comme un des éléments moteur de l'AEK. Le club conserve son titre la saison suivante pendant deux ans et Karagiannis joue au total pendant ses deux saisons cinquante-six matchs.
Vaios participe à la Coupe du monde de football 1994 et joue deux matchs. La Grèce est éliminé sans pitié du premier tour de la Coupe du monde avec trois défaites en autant de match.
Après la Coupe du monde, Karagiannis joue moins; il joue dix-huit matchs lors de la saison 1994-1995 et seize en 1995-1996 où il remportera une coupe et une supercoupe de Grèce. La saison suivante, il remporte une seconde coupe de Grèce et joue quatorze matchs. Pendant trois ans, Vaios ne remporte rien jusqu'à la victoire de l'AEK en Coupe de Grèce 2000. Son dernier trophée à l'AEK est celui de la Coupe de Grèce 2001-2002 ; seul bémol il ne joue aucun match au niveau professionnel lors de cette dernière saison qui sera responsable de son départ.

## Palmarès
- Pré-Coupe Méditerranéenne : 1991
- Championnat de Grèce de football : 1991-1992, 1992-1993, 1993-1994 (3 fois)
- Coupe de Grèce de football : 1995-1996, 1996-1997, 1999-2000, 2001-2002 (4 fois)
- Supercoupe de Grèce de football : 1995-1996